# Giebenach
Giebenach (gsw. Gibenach) – gmina (niem. Einwohnergemeinde) w północnej Szwajcarii, w kantonie Bazylea-Okręg, w okręgu Liestal. 31 grudnia 2020 liczyła 1 086 mieszkańców. Przez teren gminy przebiega autostrada A2.